# Papyrus Boulaq
Ne doit pas être confondu avec Boulaq I.
Sous le nom de papyrus Boulaq on retrouve un ensemble de papyri de l'Égypte antique, datant de diverses dynasties, traitant de plusieurs sujets :
- Papyrus Boulaq 3, (Période romaine) : le rituel de bandelettage des momies ;
- Papyrus Boulaq 4, (XVIIIe dynastie), connu depuis 1871 : l'enseignement d'Any, dialogue entre un père et son fils sur la nécessité de l’éducation ;
- Papyrus Boulaq 6 : noms divins aux consonances étranges, renfermant peut-être un nom secret : Isteresek, Iterseg, Hergen... employés par les magiciens ;
- Papyrus Boulaq 10 : Liste d'objets donnés à dame Tagemy ;
- Papyrus Boulaq 11, (XVIIIe dynastie), enregistré sous le n° CGC 58070 au musée du Caire : document comptable concernant l'organisation administrative d'équipes de négociants ;
- Papyrus Boulaq 17, (XVIIIe dynastie), conservé au musée du Caire : hymne à Amon composé lors du règne d'Amenhotep III ;
- Papyrus Boulaq 18, (XIIIe dynastie) : technique de comptabilité en partie double ;
- Papyrus Boulaq 19, enregistré sous le n° CGC 58096 au Musée du Caire : l'unité de mesure, Tar ;
- Papyrus Boulaq XXI (XVIIIe dynastie) : Maximes d’Any.